# 奇基安區

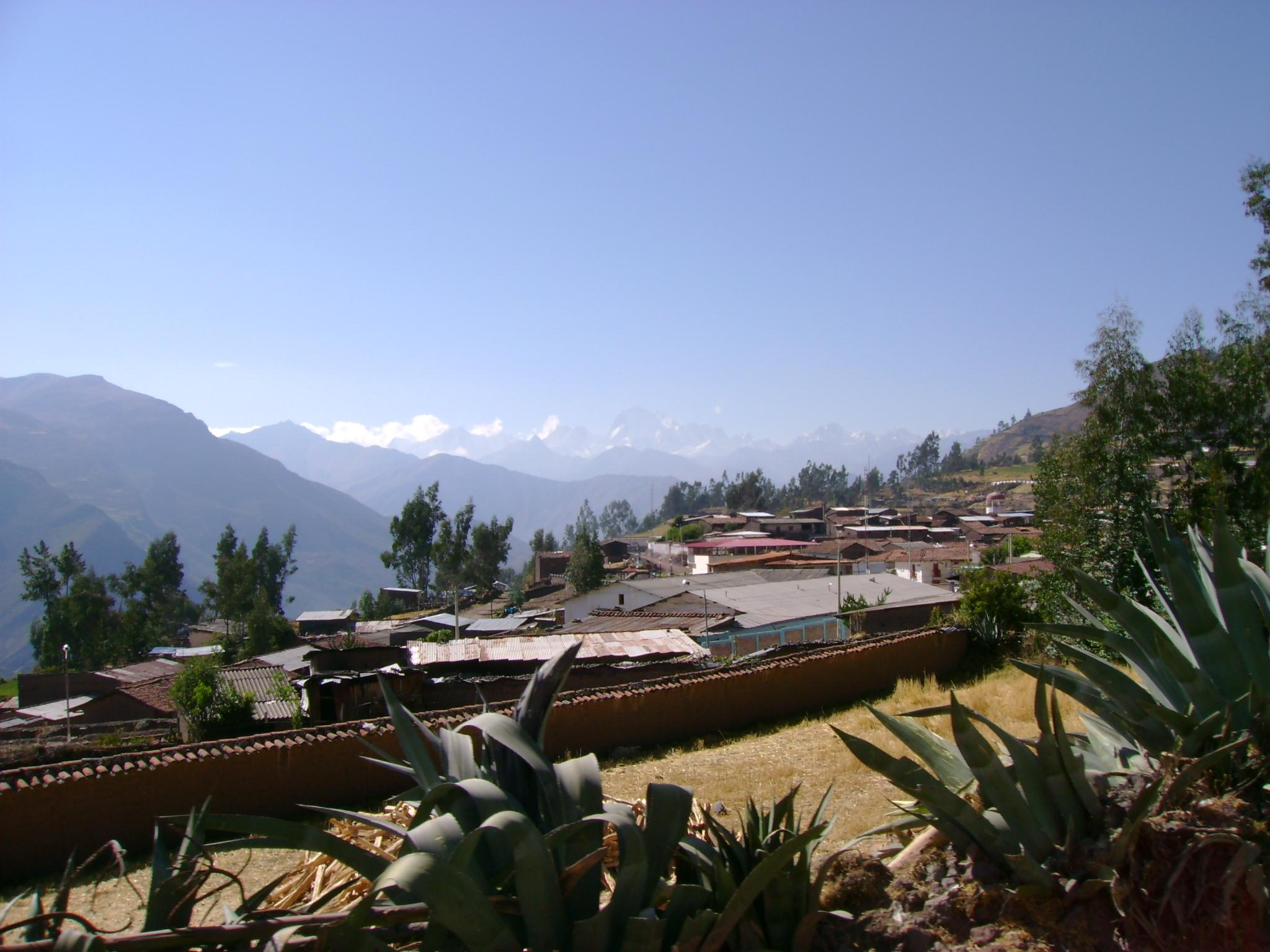

10°09′00″S 77°10′59″W / 10.15000°S 77.18306°W
奇基安區（西班牙語：Distrito de Chiquián），是秘魯的一個區，位於該國北部安卡什大區的博洛涅西省，面積184.16平方公里，海拔高度3,374米，2005年人口4,508，人口密度為每平方公里24人。